# Azurmes
Azurmes (Cyanistes cyanus) är en liten mes som huvudsakligen lever i Asien, från öster om Moskva i Ryssland till Mongoliet. I övriga Europa är den en sällsynt gäst. Till form och storlek liknar den blåmesen, men är i färgerna klart azurblå och vit.

## Utseende och läte

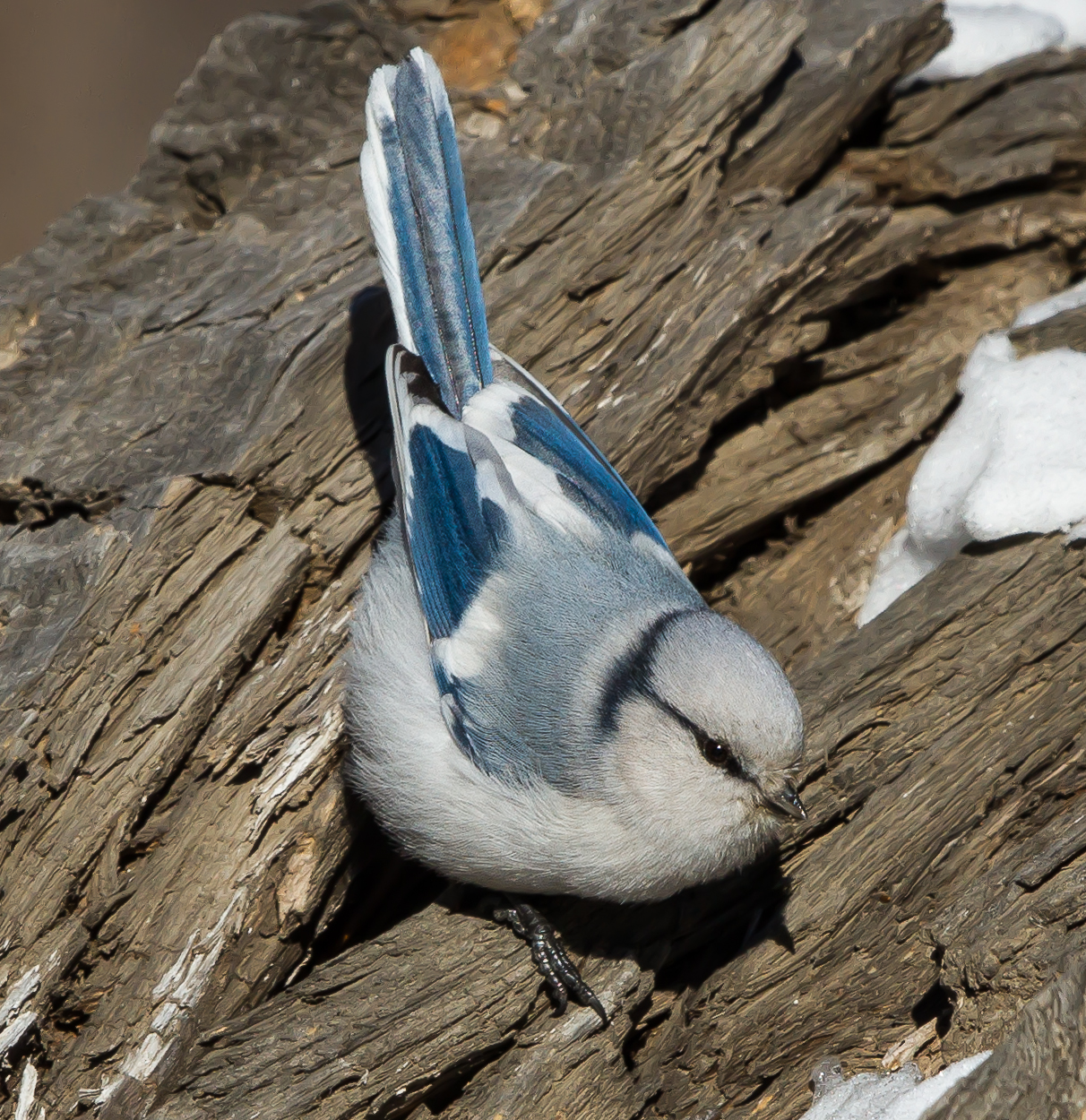
Nominatformen C. c. cyanus.

Azurmesen är till storlek och form lik blåmesen men omisskännlig med sin vita och blå dräkt. Den har vit hjässa och undersida och gråblå mantel och rygg. Ovansidan av vingen är klarblå med breda vita vingband och ovansidan av stjärten är också klarblå med stora vita trekantigt formade hörn. Den har en mörkblå tygel som går ihop med en tunn mörkblå "krage" i nacken. 
Den lockar likt blåmesen, exempelvis "tsi-tsi-tserrr de-de-de", och dess sång låter som ett mellanting mellan blåmes och tofsmes.

## Utbredning och systematik

### Utbredning
Azurmesen är en stannfågel som häckar i ett område i Asien som sträcker sig från väster om Moskva i Ryssland, österut genom Sibirien, till sydöstra Kazakstan, Mongoliet och nordöstra Kina. Den har även tillfälligt häckat i Finland.

### Systematik
Det är den tyske naturforskaren Peter Simon Pallas som tillskrivs den första formella beskrivningen av arten. Han beskrev azurmesen 1770 under en expedition genom centrala Ryssland bort till Bajkalsjön och gav den då det vetenskapliga namnet Parus cyanus. Men Pallas var inte först med att beskriva arten. Daniel Gottlieb Messerschmidt upptäckte arten under en resa 1720–1727 i Sibirien men dennes reseskildring publicerades först 1962–1977. Det finns dock en ännu äldre beskrivning. I verket Ornithologiæ av Ulisse Aldrovandi (1522–1605) beskrivs en art som Aldrovandi kallar Parus indicus och som bland annat beskrivs som en talgoxeliknande fågel i blått, vitt och svart. Huruvida det faktiskt är en beskrivning av azurmesen är oklart.
Tidigare placerades azurmesen i släktet Parus men urskiljs nu oftast tillsammans med blåmes och koboltmes i släktet Cyanistes. Detta understöds av DNA-analyser av mtDNA cytochrome b som indikerar att Cyanistes inte bara är distinkt men inte heller är så närbesläktad med övriga mesar.

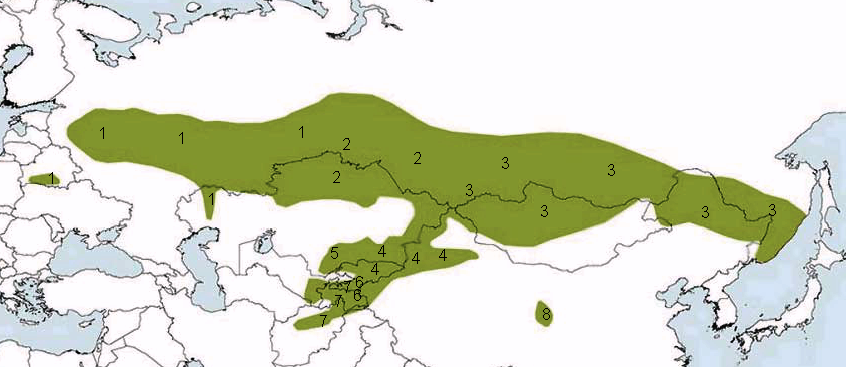
Underarternas ungefärliga utbredning:
1. C. c. cyanus
2. C. c. hyperrhiphaeus
3. C. c. yenisseensis
4. C. c. tianschanicus
5. C. c. koktalensis
6. C. c. carruthersi
7. C. c. flavipectus
8. C. c. berezowskii.

### Underarter
Azurmesens taxonomi är oklar. Idag delas den in i två tydligt utseendemässigt särskilda underartsgrupper. Övergången mellan underarterna inom de båda underartsgrupperna är klinal och det förekommer flera frågetecken kring populationerna inom flavipectus-gruppen och deras systematik.
Nedanstående lista följer Clements et al.:
cyanus-gruppen
- Cyanistes cyanus cyanus – nominatformen, häckar i västra Ryssland österut till Volga
- Cyanistes cyanus hyperriphaeus – häckar från Volga österut genom västra Sibirien och norra Kazakstan till Semej
- Cyanistes cyanus koktalensis (ibland felstavat kotkalensis) – häckar i sydöstra Kazakstan söderut till Balchasj
- Cyanistes cyanus tianschanicus – häckar i sydöstra Kazakstan, Kirgizistan och Xinjiang
- Cyanistes cyanus yenisseensis – häckar i Sibirien

flavipectus-gruppen

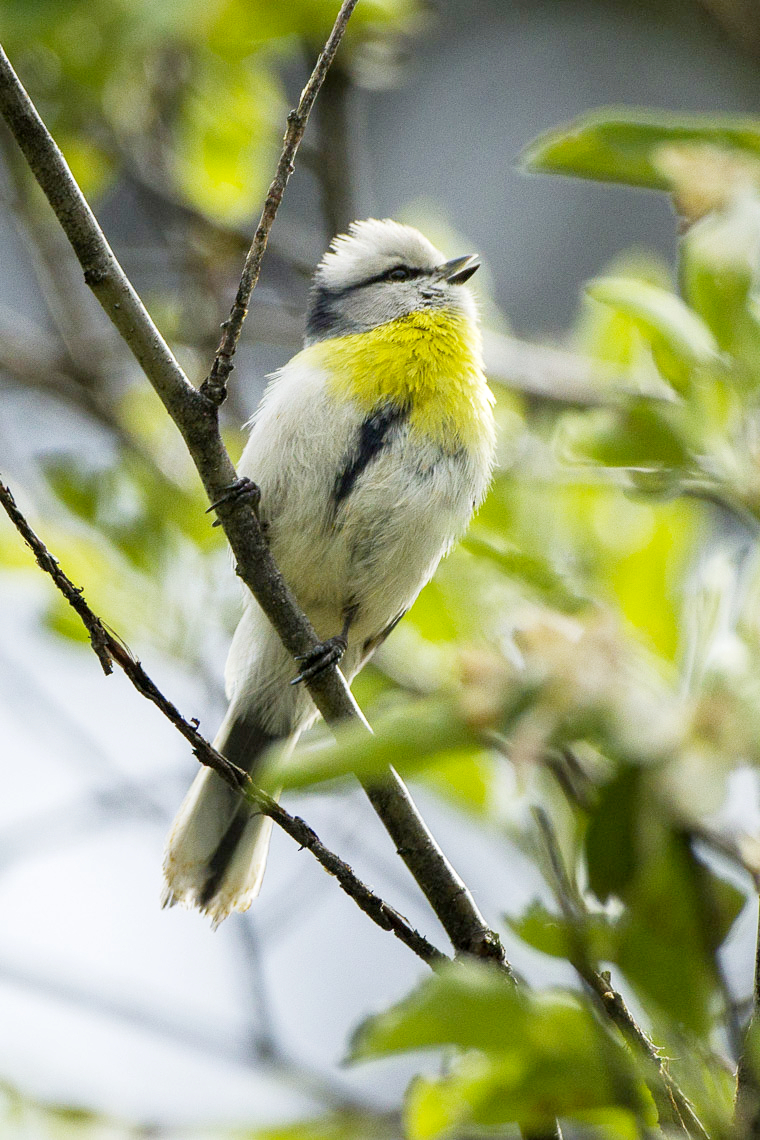
Den utessendemässigt annorlunda flavipectus-gruppen, ibland kallad "gulbröstad mes", har tidigare behandlats som en egen art.

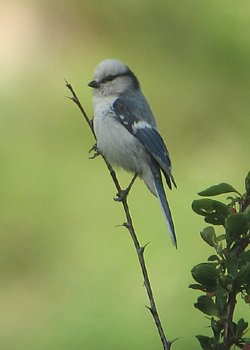
Azurmes i Kirgizistan, förmodligen av underarten tianschanicus.

- Cyanistes cyanus carruthersi – häckar från västra Pamir till Ferganadalen och östra Alajbergen
- Cyanistes cyanus flavipectus – häckar i Kirgizistan, Tadzjikistan, sydöstra Uzbekistan, östra Turkmenistan och norra Afghanistan, österut till östra Qinghai och i södra och sydöstra Koko Nor i Kina
- Cyanistes cyanus berezowskii – häckar i norra centrala Kina, i östra Qinghai, söder om Kokonor vid övre Gula floden

I verket Handbook of Western Palearctic Birds (Shirihai & Svensson 2018) synonymiseras yenisseensis med ’’tianschanicus. Även svenska BirdLife Sverige följer denna indelning.
Tidigare har flavipectus-gruppen ibland behandlats som egen art, "gulbröstad mes". Det förekommer dock viss samhäckning mellan flavipectus och tianschanicus i bergsområdena i nordöstra och sydvästra Kirgizistan.

### Hybridisering
I dess västra utbredningsområde förekommer hybridisering med blåmes och hybriden kallas för pleskii. Dessa hybrider är mycket lika azurmesen men uppvisar små skillnader på tertialspetsarnas teckning och har mindre vitt på sidorna av stjärtpenorna.

### Förekomst utanför utbredningsområdet
Periodvis expanderar azurmesen tillfälligt utbredningsområdet västerut och kan då ses som en mycket sällsynt gäst i Europa. Den har påträffats i ett flertal länder i östra Europa, men även Tyskland, Österrike och Frankrike. I Sverige har två fynd gjorts. Första kända exemplaret infångades i Säby, Frustuna i Södermanland i mitten av 1700-talet och beskrevs av Anders Sparrman som Parus saebyensis i hans Museum Carlsonianum (1786–1789). I modern tid har man bara observerat en azurmes i Sverige som ej bedömts vara hybrid med blåmes. Den individen upptäcktes den 22 oktober 2002 och kom att stanna en längre tid i Masugnsbyn i Lappland, och blev något av en rikskändis då en stor mängd fågelskådare besökte den lilla byn för att få se fågeln. Ytterligare ett fynd, i lappländska Åsele 1996, har i efterhand bedömts utgöra en hybrid, liksom en fågel sedd i Grönhögen på Öland 13–15 oktober 2016.

## Ekologi

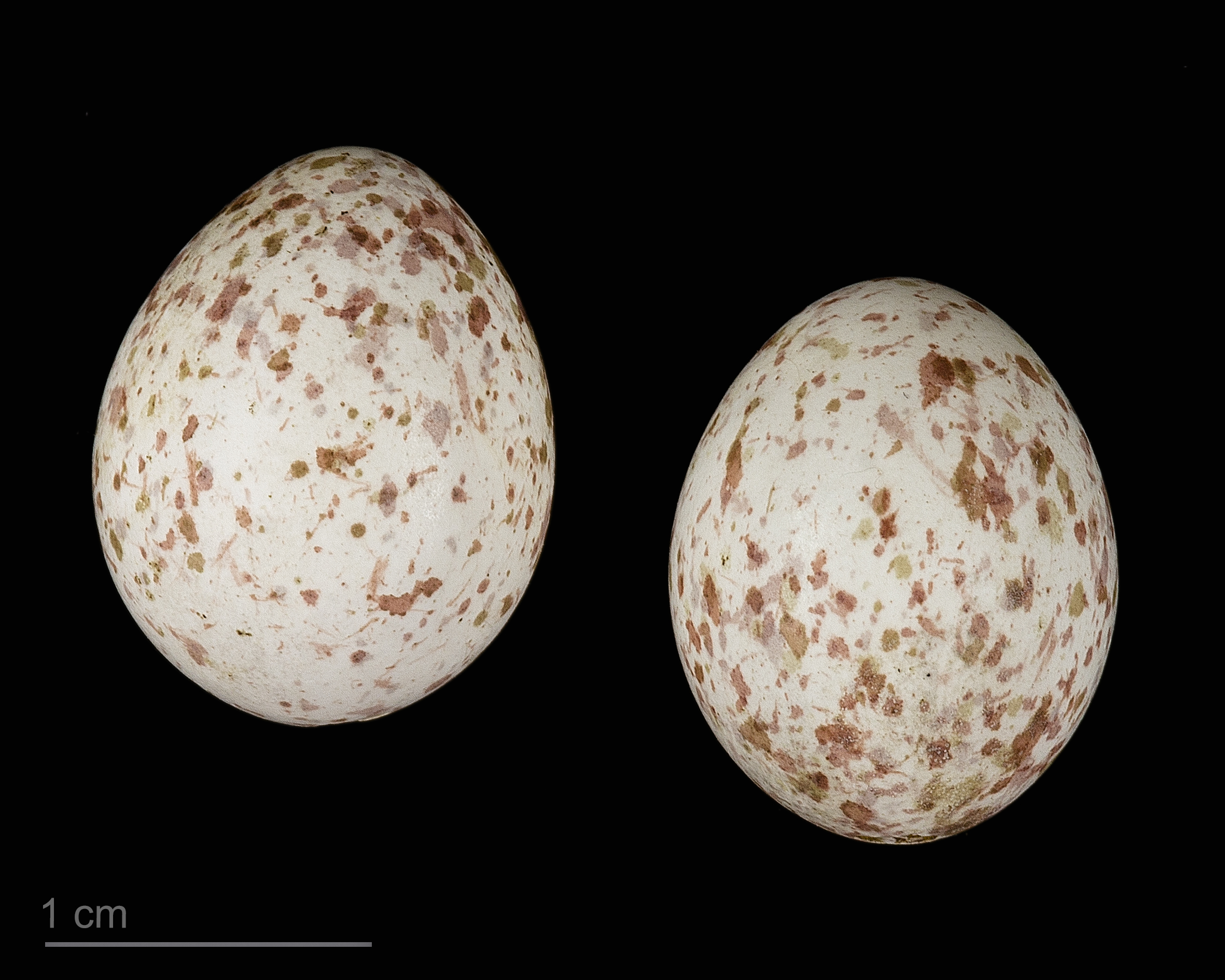
Cyanistes cyanus cyanus

Azurmesen häckar i löv- och blandskog och lägger mellan nio och elva ägg i ett bohål i träd, ofta nära våtmarker. Honan ruvar i 13 till 14 dygn innan ungarna kläcks.

## Status och hot
Arten har ett stort utbredningsområde och en stor population, men tros minska i antal, dock inte tillräckligt kraftigt för att den ska betraktas som hotad. Internationella naturvårdsunionen IUCN kategoriserar därför arten som livskraftig (LC). Världspopulationen uppskattas till mellan 30 000 och 100 000 vuxna individer.

## Namn
På svenska har arten även kallats blåtita.